# Захоплення повітряних суден на «Досонс-Філд»
Захоплення повітряного судна на «До́сонс-Філд» (англ. Dawson’s Field) — терористичний акт, проведений з 6 по 13 вересня 1970 року терористичною організацією «Народний фронт визволення Палестини (НФВП)».  
В ході серії викрадень були захоплені і згодом підірвані 4 авіалайнери міжнародних авіакомпаній, спроба захоплення п'ятого авіалайнера не вдалася. 
Постраждалих під час викрадень не було, за винятком бортпровідника, пораненого при знешкодженні терористів на борту п'ятого літака.

## Хронологія викрадень

### 6 вересня

#### Спроба викрадення Boeing 707 El Al
Літак

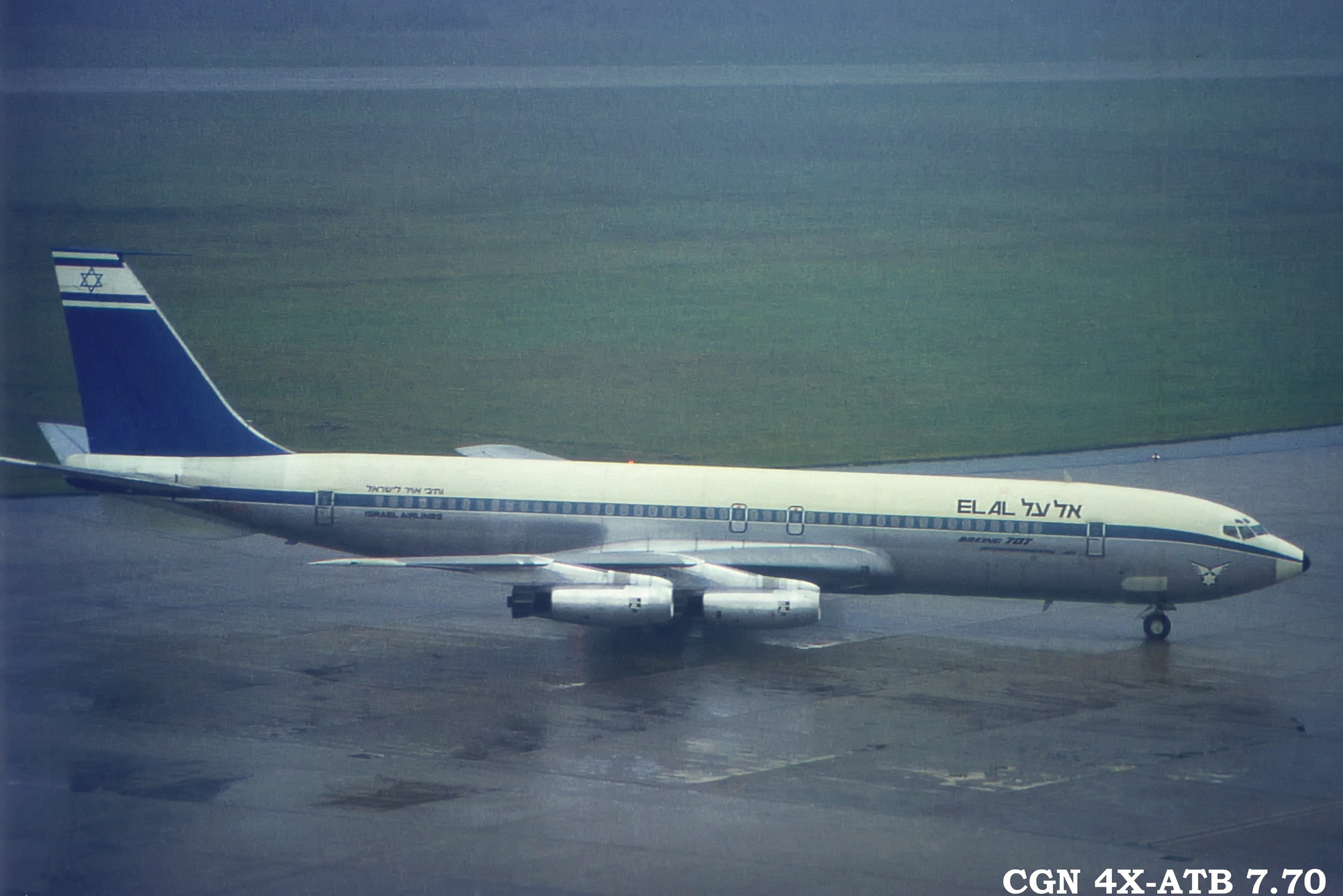
Boeing 707-458 борт 4X-ATB за 2 місяці до спроби викрадення

Boeing 707-458 (реєстраційний номер 4X-ATB, заводський 18071, серійний 216) був випущений в 1961 році (перший політ зробив 3 червня). 7 червня того року був переданий авіакомпанії El Al  . 
Літаком керував екіпаж з 10 осіб на чолі з командиром Урі Бар-Лівому (англ. Uri Bar-Lev Uri Bar-Lev, івр. אורי בר-לב ) ‏ ‎
| громадянство | пасажири | екіпаж | всього |
| ------------ | -------- | ------ | ------ |
| Ізраїль      | 118      | 10     | 128    |
| Нідерланди   | 10       | 0      | 10     |
| США          | 10       | 0      | 10     |
| Всього       | 138      | 10     | 148    |

Спроба викрадення
Літак виконував рейс LY 219 за маршрутом Тель-Авів - Амстердам - Нью-Йорк. 
Через кілька хвилин після вильоту з Амстердама, коли літак пролітав над Ла-Маншем, Лейла Халед (англ. Leila Khaled) і Патрісіо Аргуельо (англ. Patrick Argüello) з «НФВП», що грали роль сімейної пари, спробували зі зброєю проникнути в кабіну пілотів. Аргуельо був застрелений охоронцем, перед цим встигнувши кинути в прохід літака ручну гранату, яка, на щастя, не вибухнула. Його спільницю знешкодили пасажири так, що вона не встигла підірвати гранати, заховані на грудях. За планом терористів мало бути четверо, але двоє з них з сенегальськими паспортами, чиї номери відрізнялися на одиницю, за погодженням з командиром рейсу 219, не були допущені до польоту в Амстердамі. Літак здійснив вимушену посадку в лондонському аеропорту Хітроу.
Лейлу Халед після суперечок між ізраїльськими і британськими спецслужбами, відправили до в'язниці в Лондоні, а пораненого бортпровідника Шломо Відер (англ. Shlomo Vider , івр. שלמה וידר ‏ ‎ доставили в лікарню. Після того, як лайнер довели до ладу, він продовжив політ в Нью-Йорк     . 

#### Boeing 707 Trans World Airlines (TWA)
Літак

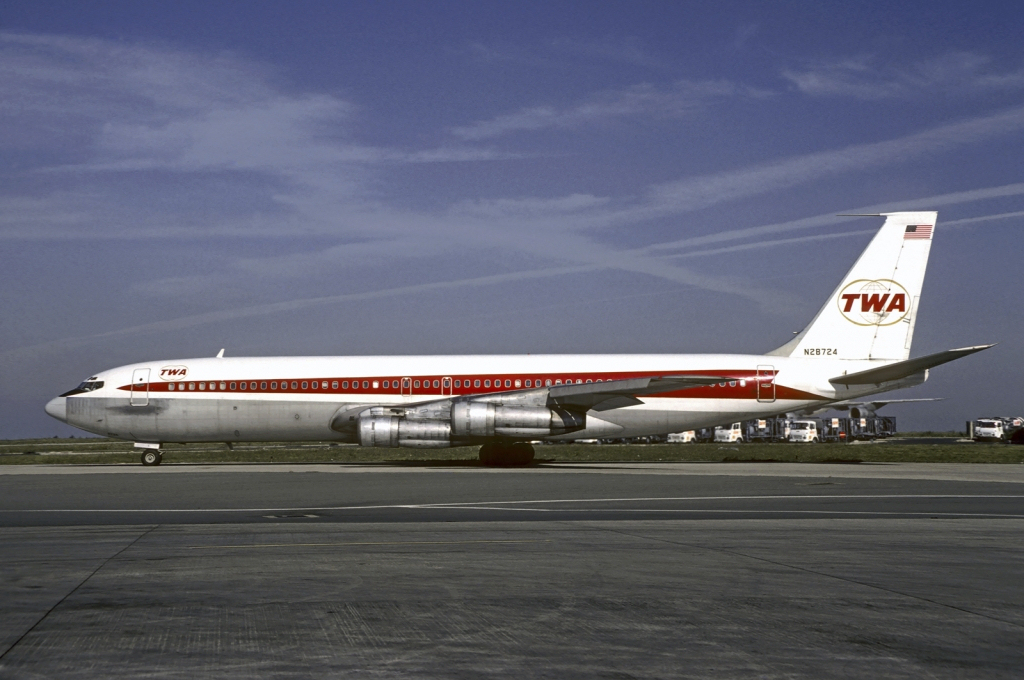
Boeing 707-331B авіакомпанії TWA, ідентичний захопленому

Boeing 707-331B (реєстраційний номер N8715T, заводський 18917, серійний 460) був випущений в 1965 році (перший політ зробив 14 грудня). 21 грудня того ж року був переданий авіакомпанії Trans World Airlines (TWA). Оснащений чотирма двигунами Pratt & Whitney JT3D-3B.
Літаком керував екіпаж з 11 осіб на чолі з командиром К. Д. Вудсом (англ. C.D. Woods).
| Громадянство    | Пасажири | Екіпаж | Всього |
| --------------- | -------- | ------ | ------ |
| Німеччина       | 16       | 2      | 18     |
| Гренландія      | 2        | 0      | 2      |
| Ізраїль         | 55       | 0      | 55     |
| Індія           | 3        | 0      | 3      |
| Італія          | 1        | 0      | 1      |
| Нідерланди      | 1        | 0      | 1      |
| Велика Британія | 18       | 0      | 18     |
| США             | 51       | 9      | 60     |
| Всього          | 144      | 11     | 155    |

Угон
Літак виконував рейс TWA741 за маршрутом Тель-Авів Афіни - Франкфурт-на-Майні - Нью-Йорк. 
Через кілька хвилин після вильоту з Франкфурта-на-Майні, пролітаючи над Брюсселем ( Бельгія ), був захоплений терористами і о 19:45, відповідно до їх розпорядженнь, був посаджений на законсервованому з часів Другої світової війни військовому аеродромі «Досонс Філд»  в Йорданії . 
Після захоплення літаків «НФВП» перейменував «Досонс Філд» в «Революційний льотне поле»       . 

#### Douglas DC-8 Swissair
Літак

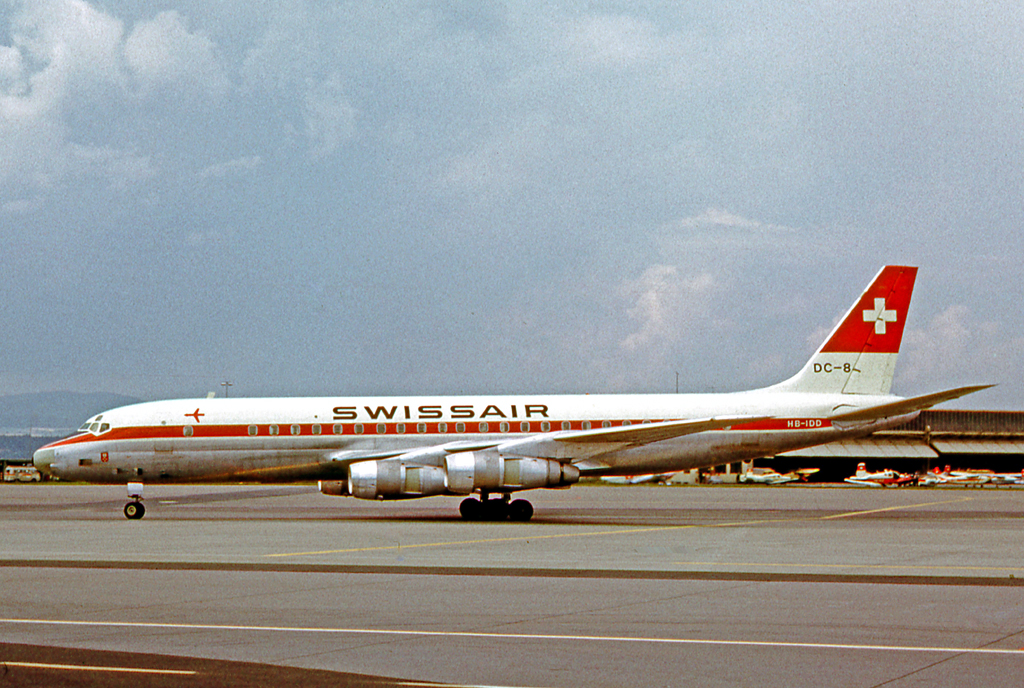
Douglas DC-8-53 борт HB-IDD за 5 років до захоплення

Douglas DC-8-53 (реєстраційний номер HB-IDD, заводський 45656, серійний 191) був випущений в 1963 році. 29 жовтня того ж року був переданий авіакомпанії Swissair, в якій отримав ім'я Nidwalden  . 
Літаком керував екіпаж з 10 осіб на чолі з командиром Фріцем Шрайбером (нім. Fritz Schreiber ).
| Громадянство | Пасажири | Екіпаж | Всього |
| ------------ | -------- | ------ | ------ |
| Франція      | 3        | 0      | 3      |
| Німеччина    | 25       | 0      | 25     |
| Ізраїль      | 20       | 0      | 20     |
| Швейцарія    | 57       | 10     | 67     |
| США          | 26       | 0      | 26     |
| Всього       | 141      | 10     | 151    |

Угон
Літак виконував рейс SWR 100 за маршрутом Цюріх–Нью-Йорк. 
Через кілька хвилин після вильоту, пролітаючи над Діжоном (Франція), був захоплений терористами і відповідно до їх розпоряджень також був посаджений на «Досонс Філд». 

#### Boeing 747 Pan American
Літак

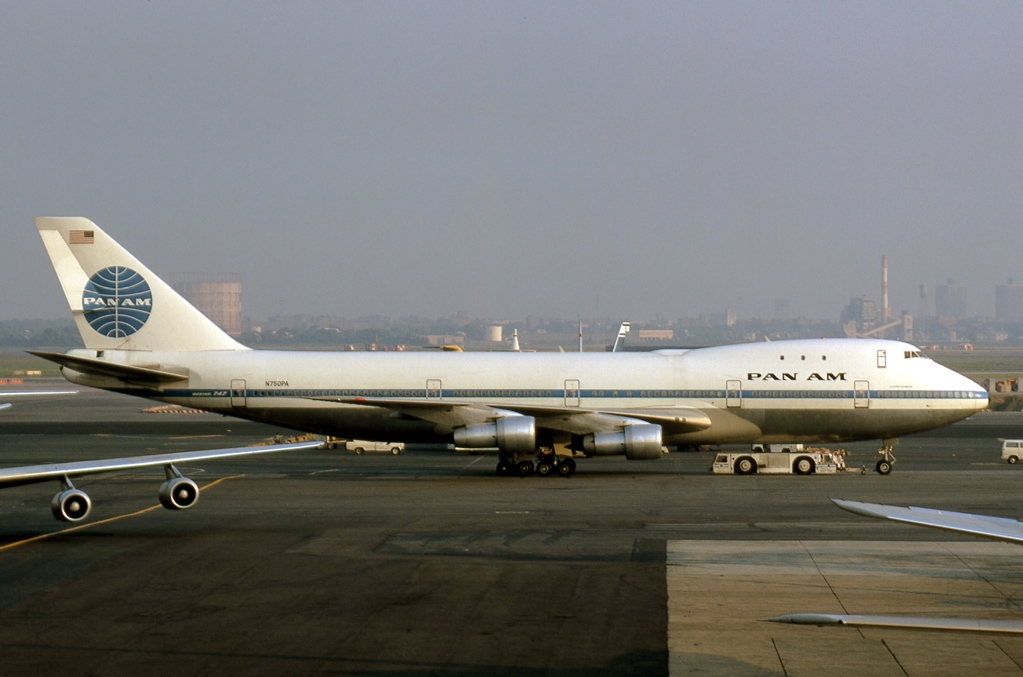
Boeing 747-121 авіакомпанії Pan American, ідентичний захопленому

Boeing 747-121 (реєстраційний номер N752PA, заводський 19656, серійний 034) був випущений в 1970 році (перший політ зробив 10 квітня). 2 травня того ж року був переданий авіакомпанії Pan American, в якій отримав ім'я Clipper Fortune. Оснащений чотирма двигунами Pratt & Whitney JT9D-7A. На день захоплення налітав тисячу сто двадцять п'ять годин. 
Літаком керував екіпаж з 17 людей у складі: 49-річного командира Джона Прідді (англ. John Priddy), другого пілота Пета Левікса (англ. Pat Levix), бортінженера Юліуса Дзюби (англ. Julius Dzuiba) і 14 бортпровідників. 
| Громадянство    | Пасажири | Екіпаж | Всього |
| --------------- | -------- | ------ | ------ |
| Бельгія         | 25       | 0      | 25     |
| Франція         | 25       | 0      | 25     |
| Німеччина       | 10       | 0      | 10     |
| Нідерланди      | 35       | 3      | 38     |
| Велика Британія | 2        | 0      | 2      |
| США             | 20       | 14     | 34     |
| Всього          | 117      | 17     | 134    |

Угон
Слідував рейсом PA93 за маршрутом Брюссель—Амстердам—Нью-Йорк. 
Був захоплений під час проміжної зупинки в Амстердамі двома терористами, що не потрапили на рейс LY 219. Борт N752PA виявився занадто великим, щоб сісти на льотному полі «Досонс Філд», тому його перегнали спочатку в Бейрут ( Ліван ), а потім в Каїр ( Єгипет ), де всі пасажири і екіпаж були звільнені, а лайнер був підірваний      . 

### 9 вересня

#### Vickers VC10 BOAC
Літак

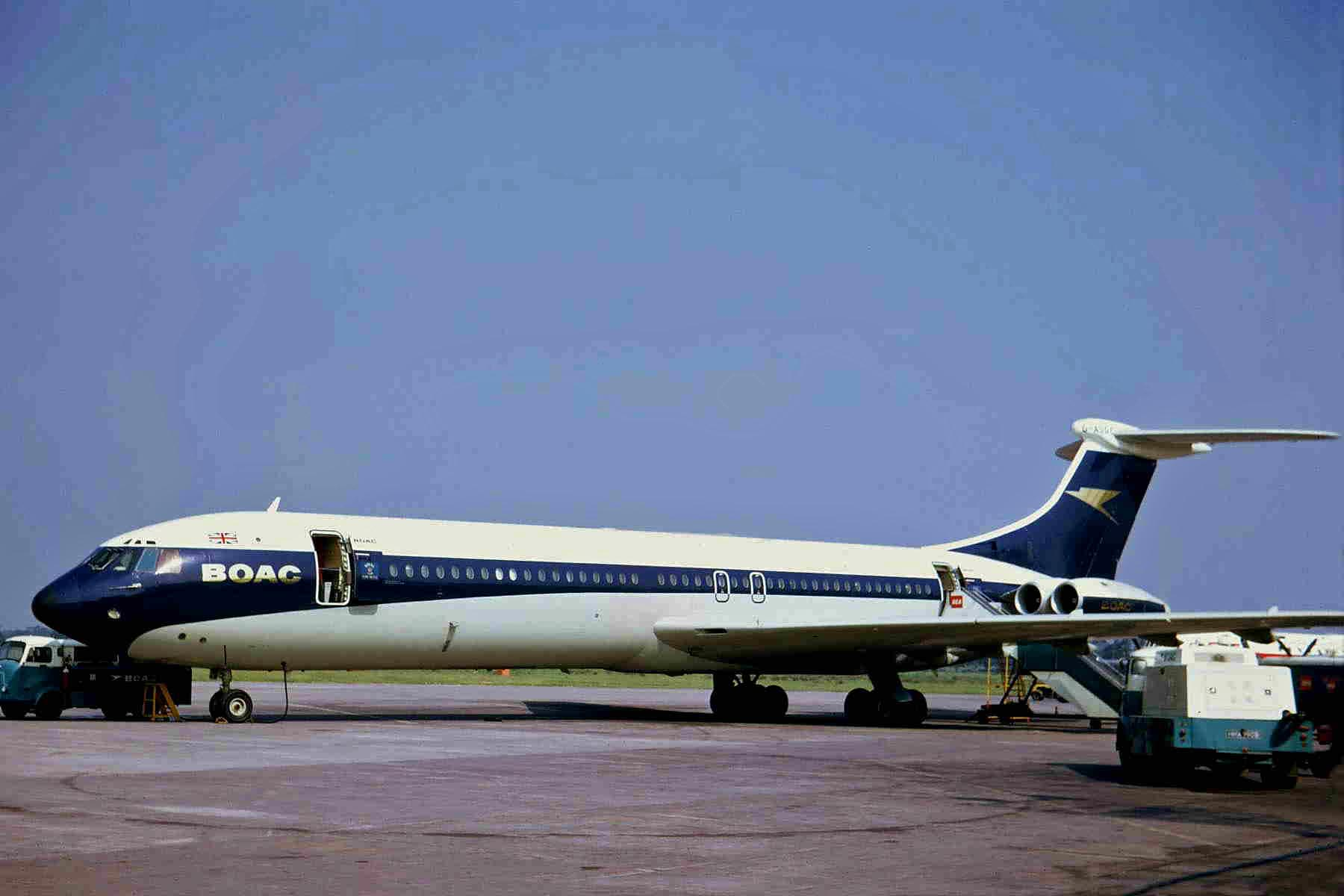
Vickers VC10 авіакомпанії BOAC, аналогічний захопленому

Vicker VC-10-1151 (реєстраційний номер G-ASGN, серійний 864) був випущений в 1968 році (перший політ зробив 1 травня). 7 травня того ж року був переданий авіакомпанії British Overseas Airways Corporation (BOAC). Оснащений чотирма двигунами Rolls-Royce Comway 550.
Літаком керував екіпаж з 9 осіб на чолі з командиром Сирілом Голбёрном (англ. Cyril Goulbourn).
| Громадянство    | Пасажири | Екіпаж | Всього |
| --------------- | -------- | ------ | ------ |
| Албанія         | 5        | 0      | 5      |
| Данія           | 15       | 0      | 15     |
| Франція         | 25       | 0      | 25     |
| Німеччина       | 5        | 0      | 5      |
| Велика Британія | 25       | 9      | 34     |
| США             | 21       | 0      | 21     |
| Всього          | 105      | 9      | 114    |

Угон
Слідував рейсом BA775 за маршрутом Бомбей — Бахрейн — Бейрут — Лондон . 
Через кілька хвилин після вильоту з Бахрейна, пролітаючи над Перською затокою, був захоплений прихильником «НФВП» і насильно посаджений в «Досонс Філд»      . 

## Вимоги терористів і переговори, звільнення заручників, «Чорний вересень в Йорданії»
Хоча більшість заручників були переведені в Амман і звільнені 11 вересня, «НФВП» відділив від них льотний склад і єврейських пасажирів, зберігаючи в ув'язненні до 56 заручників  . 12 вересня, до закінчення оголошеного ними граничного терміну, «НФВП» підірвав порожні літаки, побоюючись удару у відповідь  . 
Терористи вимагали звільнити Лейлу Халед і своїх соратників з в'язниць Німеччини, Швейцарії та Ізраїлю, погрожуючи новими терактами. Переговори тривали 6 днів, і в підсумку Велика Британія погодилася видати палестинську терористку.  Відразу ж були відпущені кілька заручників, в основному жінки і діти. Відтак до 30 вересня заручників обміняли на Лейлу Халед і шістьох палестинських ув'язнених. Швейцарців і німців викупили за гроші   . 
Звільненню заручників також допомогло розпочате 16 вересня королем Хусейном ібн Талалая вигнання загонів ОВП з Йорданії —  подія, пізніше буде названа «Чорним вереснем», в ході якого загинули тисячі палестинців, ті що залишилися бігли в Ліван і Сирію .

## Документальний фільм
У 2006 році Ілан Зів  написав сценарій і зняв годинний документальний фільм «Hijacked» (приблизний переклад: «Захоплені в результаті захопелення»), спочатку вийшов в ефір 26 лютого 2006 року у програмі «Американський досвід» на PBS .  У фільм включені архівні матеріали про події, інтерв'ю терористів, заручників, представників ЗМІ та політиків. 